# Françoise Thébaud
Françoise Thébaud (1952) és una historiadora francesa, professora emèrita d'història i especialista en la història de la dona. És nomenada cavaller de la Legió d'honor el 14 d'abril de 2017.

## Biografia
En l'etapa d'agregada d'història (1975), antiga alumna de l'Escola normal superior de Fontenay-aux-Roses, realitza una tesi titulada Quan les nostres àvies donaven la vida: la maternitat a França entre les dues guerres. Després es ensenyant i investigadora de 1985 a 1997 a la universitat de Lió 2; l'any 1995, presenta una memòria d'habilitació universitària titulada Escriure la història de les dones: balanços i perspectives, a la universitat Lió 2-Lumière. És després professora d'història contemporània a la universitat de Avinyó i dels països de Vaucluse, de 1997 a 2007, i a continuació professora emèrita.
A la seva obra Quan les nostres àvies donaven la vida (1986), Françoise Thébaud es basa en els censos, les estadístiques demogràfiques i econòmiques, les tesis de medicina, els manuals de obstetrícia i de puericultura, per restituir allò que s'ha viscut de la maternitat. Mostra sobretot que la propaganda natalista empeny les dones a estar convençudes que parir és un deure nacional, al mateix temps que un compliment de la seva naturalesa. Al seu informe de l'obra, la historiadora Marie-France Morel escriu que Françoise Thébaud proposa « problemàtiques noves de la història de les dones », així com un qüestionament sobre el poder mèdic i el funcionament de les maternitats.
És cofundadora l'any 1995 de la revista Clio. Dones, gènere, història que ella codirigeix, i presideix fins a l'any 2009 l'associació Mnémosyne per al desenvolupament de la història de les dones i el gènere. Ha dirigit el volum 5 de l'obra El  XX siècle (de la col·lecció Història de les dones, Plon-Laterza, 1992; reedició completa en butxaca l'any 2002) i ha publicat Escriure la història de les dones (ENS Edicions, 1998). També ha codirigit Feminismes et identités nationales (Lió, Centre Jacques Cartier, 1998) i Le Siècle des féminismes (Éditions de l'Atelier, 2004).
Al seu llibre Une traversée du siècle (2017), dedicat a la figura de Marguerite Thibert, dona compromesa i funcionària internacional a la SDN i al BIT, Françoise Thébaud descobreix el destí d'una dona desconeguda que ha contribuït a l'evolució de la condició femenina.

## Publicacions
Obres
- Les femmes au temps de la Primera Guerra Mundial, Paris, Petit Bibliothèque Payot, 2013
- Écrire l'histoire des femmes et du genre, Lyon, ENS éditions, 2007.
- Écrire l'histoire des femmes, préf. d'Alain Corbin, Coll. Sociétés, espaces, temps, ENS éditions Fontenay Saint-Cloud, 2e éd., 1998. 227 p.
- Féminismes et identités nationales. Les processus d'intégration des femmes au politique, Lyon, Programme Rhône-Alpes Recherches en Sciences Humaines, 1998.
- Le siècle des féminismes (en codirection avec Catherine Jacques, Éliane Gubin, Florence Rochefort, Brigitte Studer et Michelle Zancarini-Fournel), Éditions de l'Atelier, 2004.
- Les Mots de l'histoire des femmes (coescrit amb els membres del comité de redacció de la revista CLIO, Histoire, Femmes et Sociétés), Toulouse, PUM, 2004.
- Quand les femmes témoignent. Histoire orale, histoire des femmes, mémoire des femmes (codirecció amb Geneviève Dermenjian), Paris, Publisud, 2009.
- La fabrique des filles. L'éducation des filles de Jules Ferry à la pilule (coescrit amb Rebecca Rogers), Paris, Textuel, 2010.
- La place des femmes dans l'histoire. Une histoire mixte (en codirecció amb Geneviève Dermenjian, Irène Jami i Annie Rouquier), París, Belin, 2010.
- Quand nos grand-mères donnaient la vie : la maternité en France dans l'entre-deux-guerres, Presses universitaires de Lyon, Coll. médecine et société, 1986.
- Françoise Thébaud. Une traversée du siècle. Marguerite Thibert, femme engagée et fonctionnaire internationale (en francès). Belin, 2017, p. 704. ISBN 978-2-410-00549-3.

Articles i contribucions (selecció)
- « Le rôle des femmes dans la transmission du patrimoine culturel immatériel en Occident », in L'ànima de la humanitat, el patrimoni cultural immaterial, XXV Universitat d'estiu d'Andorra, Gov. d'Andorra, 2009, p. 35-52.
- « Storia delle donne e storia di genere in Francia », Contemporanea. Rivista di storia dell'800 e del'900, Anno XIII, n° 2, 2010, p. 337-342.
- « Le genre de la démocratie au XXè siècle », en De la différence des sexes. Le genre en histoire, sota la direcció de Michèle Riot-Sarcey, Larousse, 2010, p. 187-212.
- « Femmes engagées, de la Commune aux années MLF », in Photo/Femmes/Féminisme 1860-2010, sota la direcció d'Annie Metz i de Florence Rochefort, Paris Bibliothèque, 2010, p. 154-157.
- « Réseaux réformateurs et politiques du travail féminin. L'OIT au prisme de la carrière et des engagements de Marguerite Thibert », in L'Organisation internationale du travail. Origine, développement, avenir, sota la direcció d'Isabelle Lespinet-Moret i Vincent Viet, Presses Universitaires de Rennes, 2011, p. 27-37.
- « Politiques du genre en sciences humaines : l'exemple de la discipline historique en France », in Langage, genre et sexualité, sota la direcció d'Alexandre Duchêne i Claudine Moïse, Montréal, Éditions Nota Bene, 2011, p. 27-47.
- « Écrire l'histoire des femmes et du genre : comparaisons et connexions européennes », in Genre, femmes, histoire en Europe, sota la direcció d'Anna Bellavitis i Nicole Edelman, presses Universitaires de Paris Ouest, 2011, p. 11-33.
- « Construire un espace européen ou construire un espace international. L'exemple de Marguerite Thibert (1886-1982) », en Les rôles transfrontaliers joués par les femmes en Europe, sota la direcció de Guyonne Leduc, París, L'harmattan, 2012, p. 267-282.
- « Le privé est politique. Féminismes des années 1970 », en Histoire des mouvements sociaux en France de 1814 à nos jours, sota la direcció de Michel Pigenet et Danielle Tartakowski, Paris, La Découverte, 2012, p. 509-520.